# 杉山昌作
杉山 昌作（すぎやま しょうさく、1900年（明治33年）10月18日 – 1994年（平成6年）3月1日）は、昭和期の大蔵官僚、政治家。参議院議員（2期）、専売局長官。

## 経歴
静岡県静岡市出身。小樽高等商業学校を卒業。1924年（大正13年）11月、高等試験行政科試験に合格。1925年（大正14年）京都帝国大学経済学部を卒業した。同年、大蔵省に入省し専売局書記となる。
以後、専売局参事、大蔵省調査官、専売局長官などを歴任。その他、東北興業（のち東北開発）副総裁、専売事業協会会長、全国たばこ耕作組合中央会理事などを務めた。
1950年（昭和25年）6月の第2回参議院議員通常選挙に全国区から無所属で出馬して初当選し、1956年（昭和31年）7月の第4回通常選挙に全国区から緑風会公認で出馬して再選され、参議院議員に連続2期在任した。この間、参議院同志会（緑風会）議員総会議長、参議院図書館運営委員長、同大蔵委員長などを務めた。
1962年（昭和37年）日本製箔（現UACJ製箔）社長、1970年（昭和45年）同会長に就任した。
1970年（昭和45年）秋の叙勲で勲二等瑞宝章受章（勲三等からの昇叙）。
1994年（平成6年）3月1日死去、93歳。死没日をもって正五位から従四位に叙される。

## 著作
- 『財政学講義案』法制時報社、1941年。

## 親族
- 二男 杉山武（安田生命保険常務）[1]

## 脚註
1. 1 2 3 4 5 6 7 8 9 10 11 12  『新訂 政治家人名事典』320頁。
2. 1 2 3 4 5 6 7 8  『議会制度百年史 - 貴族院・参議院議員名鑑』332頁。
3. 1 2 3 4  『日本官僚制総合事典1868-2000』第2版、246頁。
4. ↑  『国政選挙総覧 1947-2016』540頁。
5. ↑  『国政選挙総覧 1947-2016』546頁。
6. ↑  「杉山 昌作」『新訂 政治家人名事典 明治～昭和』。コトバンクより2023年1月3日閲覧。
7. ↑  『官報』第13163号8頁 昭和45年11月4日号
8. ↑  『官報』第1372号11-12頁 平成6年4月4日号